# La gatta/Io vivo nella luna
La gatta/Io vivo nella luna è un singolo di Gino Paoli, pubblicato nel 1960.

## Descrizione
Entrambi i brani, scritti dallo stesso Paoli, anticipano l'eponimo album d'esordio dell'anno seguente.

## Tracce
Lato A
1. La gatta – 2:16 (edizioni musicali Ritmi e Canzoni)

Lato B
1. Io vivo nella luna – 2:49 (edizioni musicali Fama)

## Musicisti
- Gino Paoli – voce
- Gian Piero Reverberi – direzione orchestrale